# Gare de Calais - Fréthun
Gare de Calais - Fréthun vasútállomás Franciaországban, Fréthun településen.

## Vasútvonalak
Az állomást az alábbi vasútvonalak érintik:
- LGV Nord
- Boulogne–Calais-vasútvonal

## Kapcsolódó állomások
A vasútállomáshoz az alábbi állomások vannak a legközelebb:
- Gare des Fontinettes
- Eurotunnel Calais Terminal (Eurotunnel Folkestone Terminal, LGV Nord)
- Gare de Pihen
- Gare de Lille-Europe (Paris Gare du Nord, LGV Nord, K92+, K94+)
- Gare de Boulogne-Ville (K94+)

## Képek

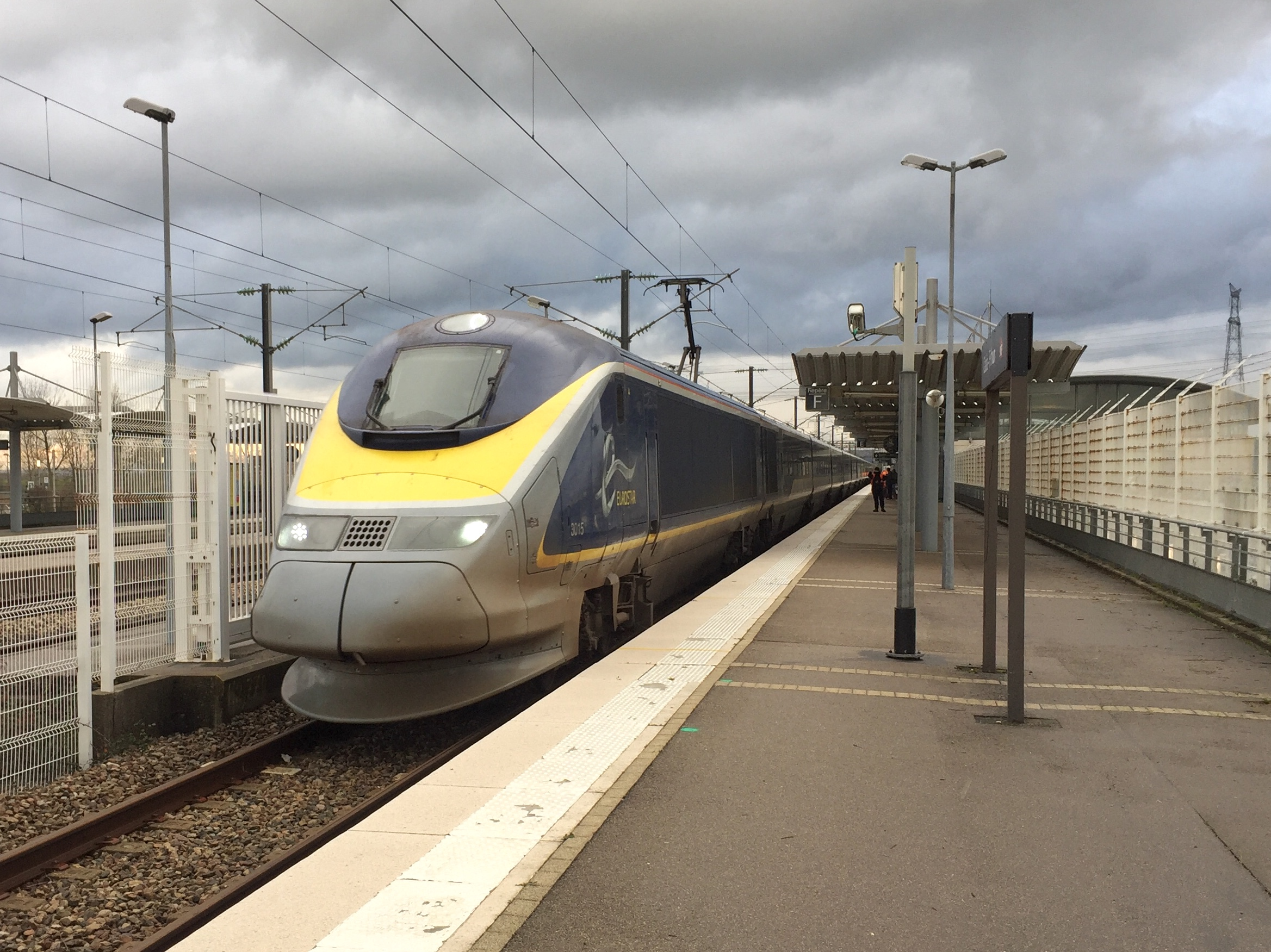
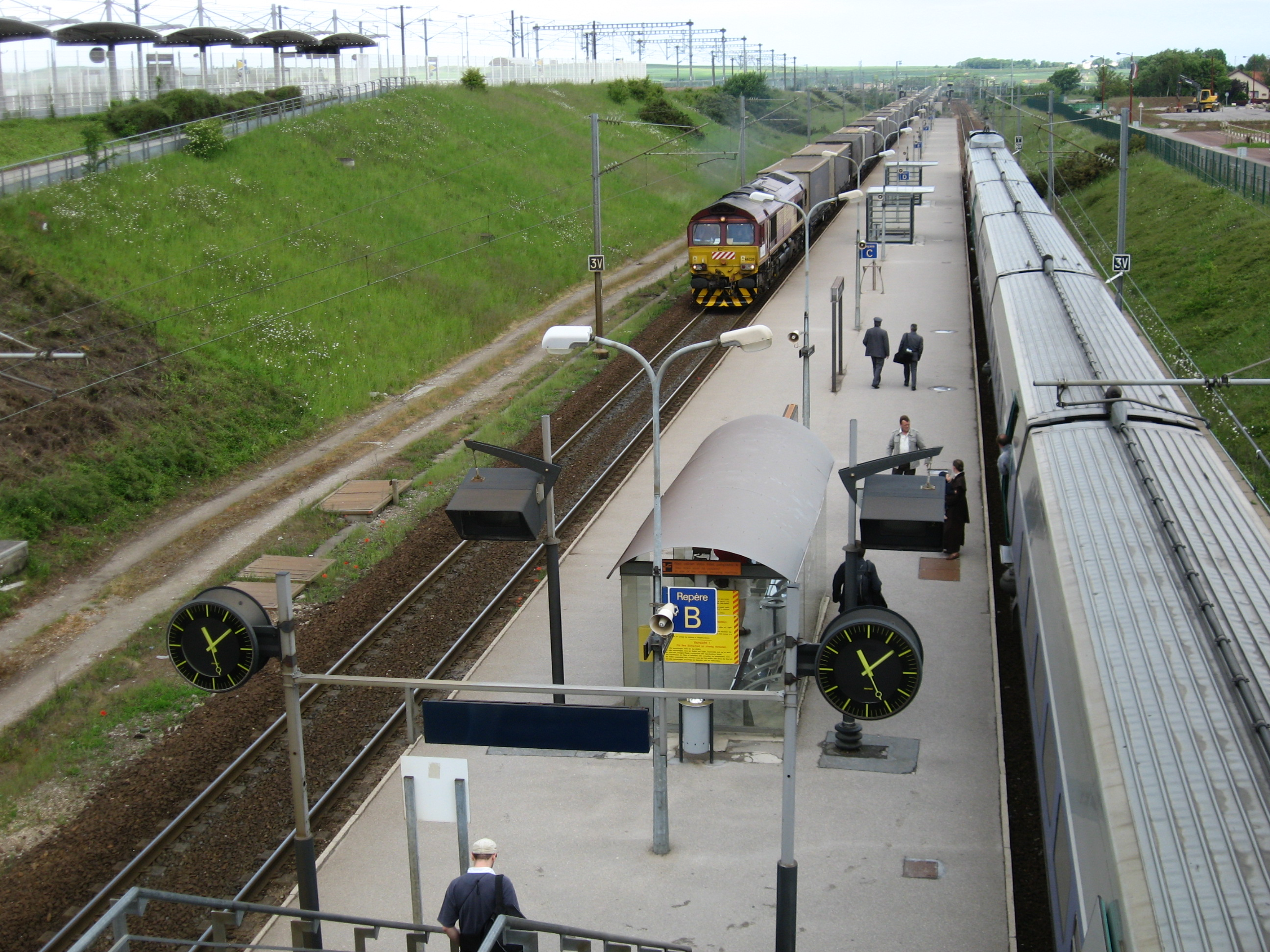
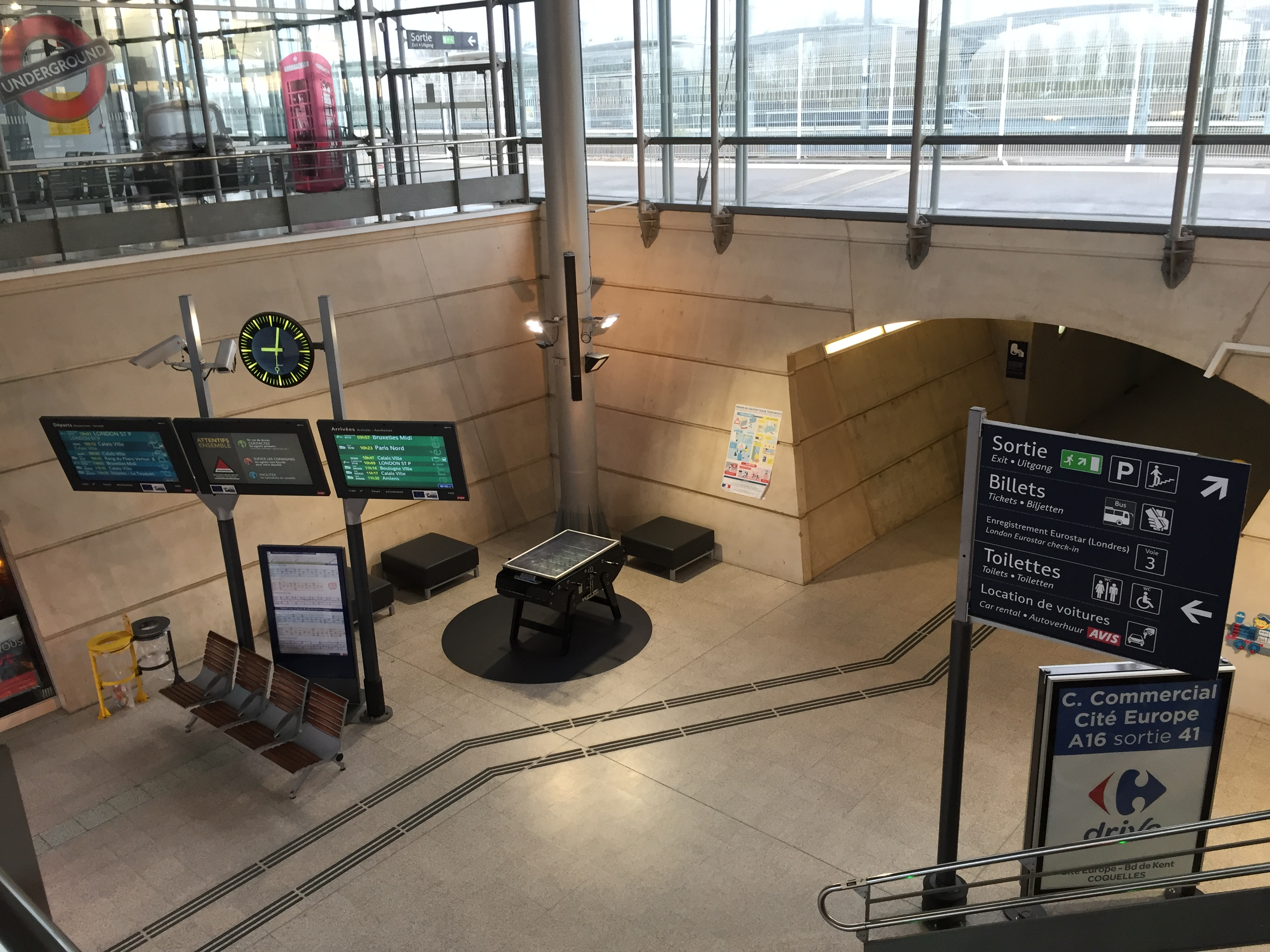
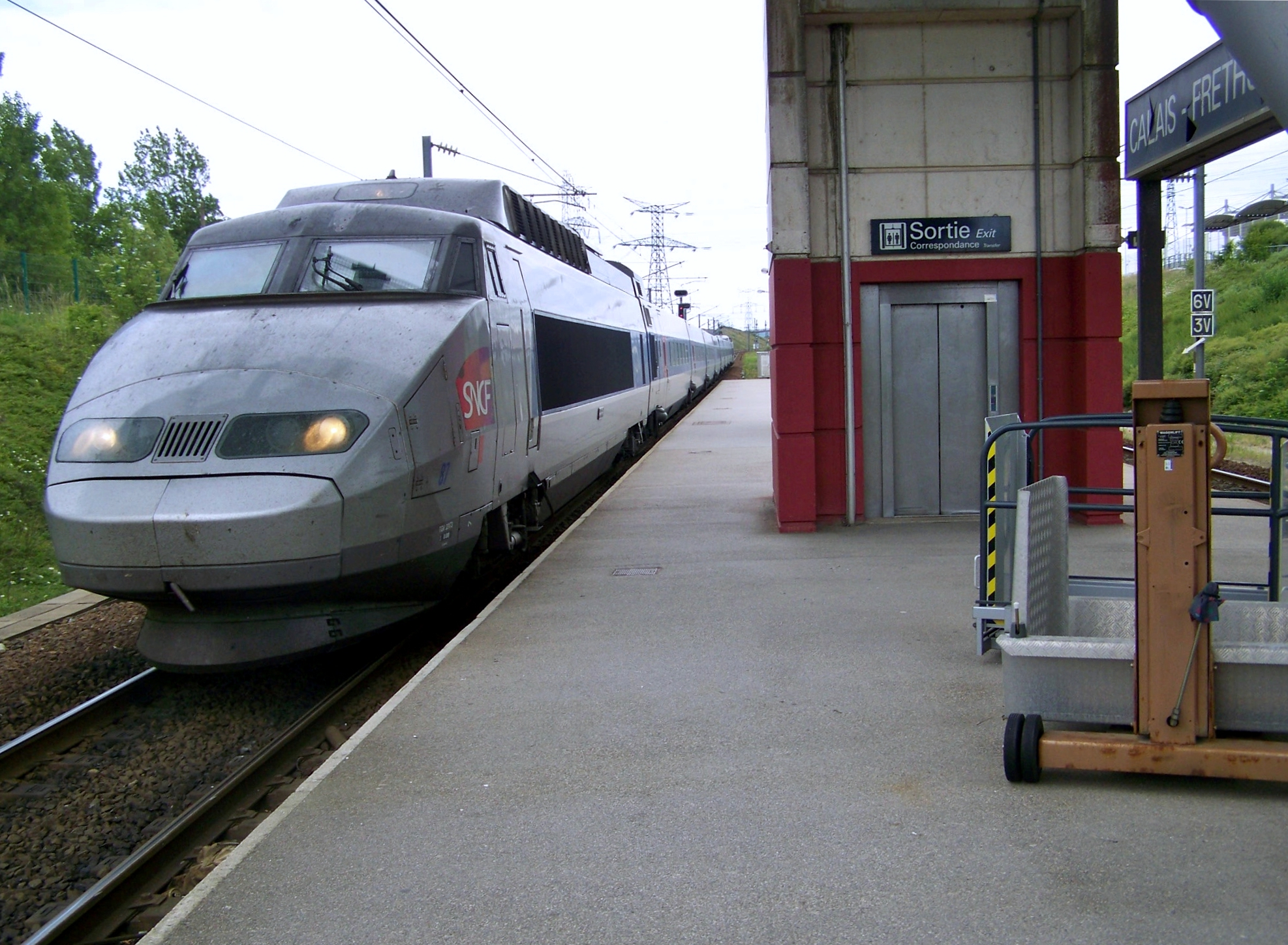
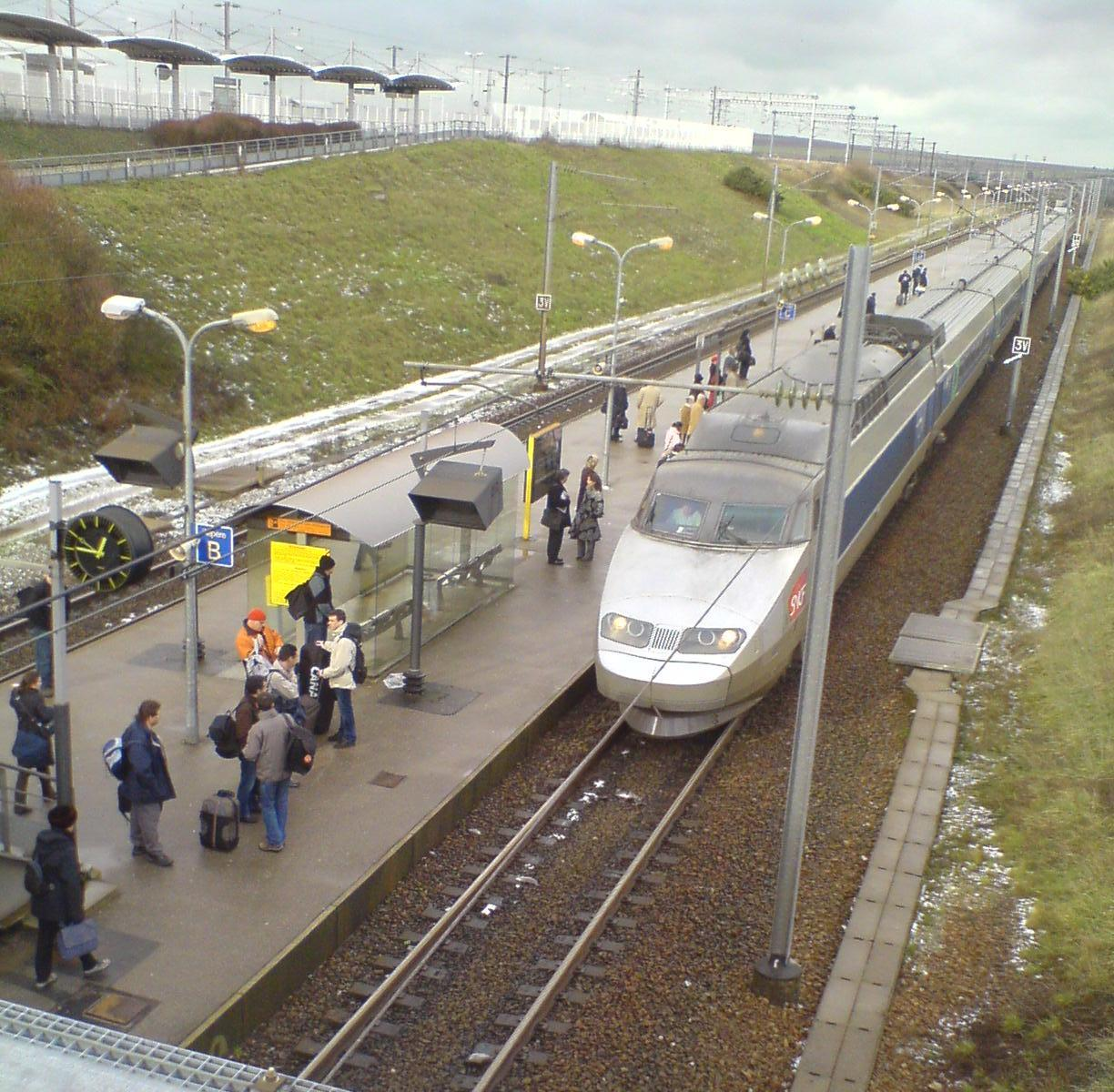